# Florimond Ronger (Hervé)

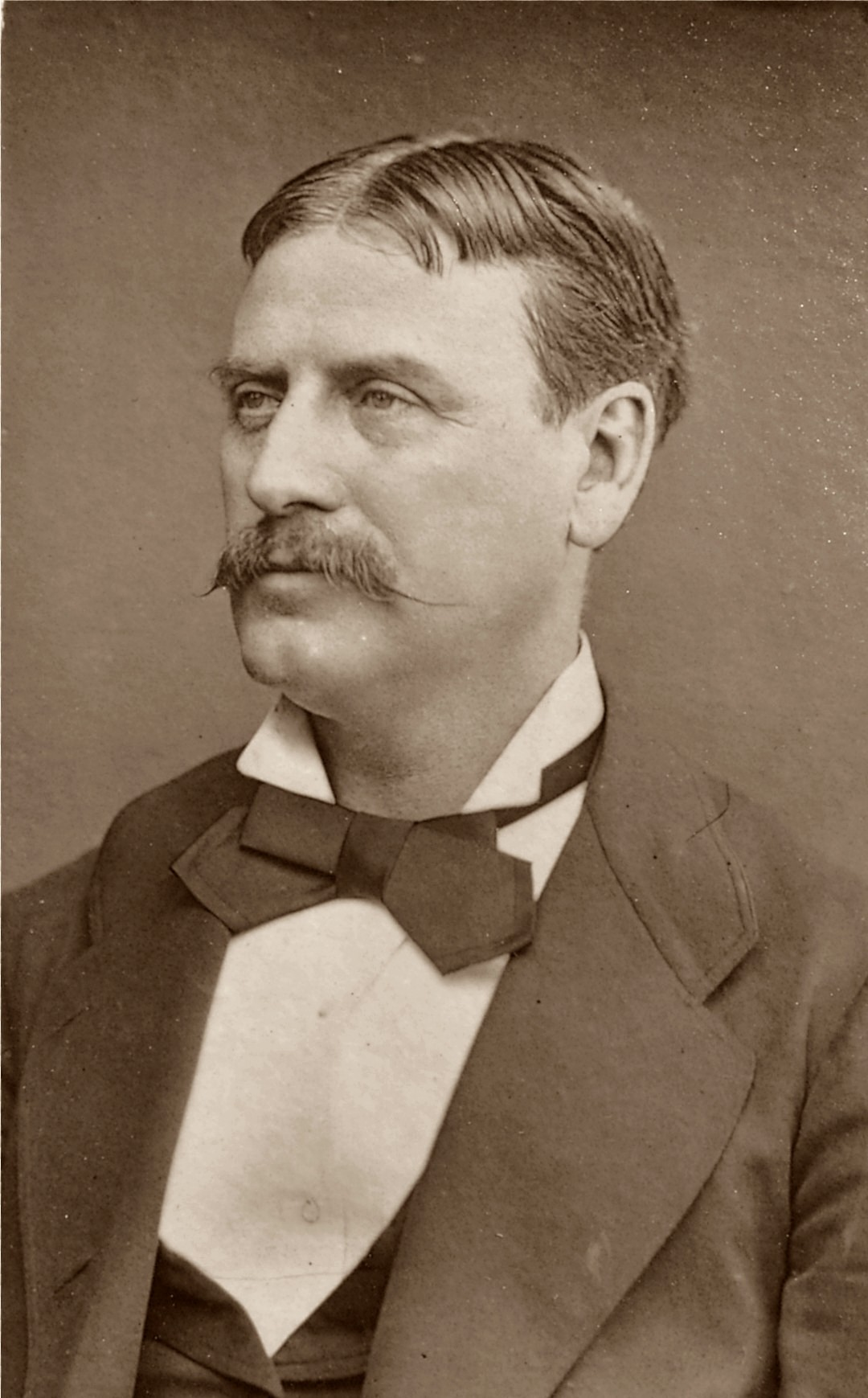
Florimond Ronger (Hervé) (1825-1892)

Louis-Auguste-Florimond Ronger zis Hervé (n. 30 iunie 1825, Houdain, Pas-de-Calais - d. 3 noiembrie 1892, Paris) a fost un compozitor, autor dramatic, actor, cântăreț, scenarist și director de trupă teatrală francez.
A fost rivalul (și prietenul) lui Jacques Offenbach. Fiul său, tot comedian, purta numele de scenă Gardel-Hervé.
Tatăl său era un brigadier de jandarmi francez, iar mama sa spaniolă.
De mic copil a dovedit calităti muzicale, manifestările lui mărginindu-se la mediul familial, în școală sau la catedrala din localitate. Când Florimond a împlinit 10 ani, în 1835, i-a murit tatăl, rămânând astfel fără nici un sprijin material.
Pleacă la Paris cu mama lui. Aici, pentru a-si putea câștiga existența, a trebuit să se adapteze, ca să-și dezvolte talentul, în tot felul de meserii: corist, organist, mașinist, comediant, actor de teatru, cântăret, șef de orchestră, director de teatru (a fondat “Folies-Concertantes” în 1854), libretist, compozitor etc. Dar Florimond Ronger a făcut mai întâi școală serioasă, de cultură generală și muzicală. Docil și tenace, tânărul Florimond învață istoria, filozofia, literatura și poezia, studiind în același timp sârguincios muzica - teoria, armonia, contrapunctul, orchestrația, pianul, orga.
Câstigându-și existenta ca organist la diferite catedrale din Paris, Hervé începe să compună vodeviluri, opere-buffe, pantomime, fantezii, farse, balete, balete-pantomimă, operete, cântece, romanțe, muzică de café-concert, muzică religioasă (messe, cantate), muzică simfonică etc.
La vârsta de 17 ani, în 1842, compune primul vodevil - „L’Ours et la Pacha” - ca până la sfârsitul vietii să lase posteritătii un număr imens de lucrări: peste 120 de vodeviluri, pantomime, operete, mai bine de 20 de balete, reprezentate la „Folies-Bergeres” și la „Teatrul Imperial” din Londra etc. Dacă tinem seama și de faptul că la mare parte din lucrările lui a compus textele și a făcut libretele, că toată viata a fost interpretul lucrărilor lui, uneori executând și trei roluri într-un spectacol, că deținea direcția teatrului, că făcea naveta Paris-Londra, că dirija simfoniile lui Beethoven sau cânta la orgă muzica proprie la „Saint-Eustache” sau la „Bicetre”, ne dăm seama de dimensiunile activitătii lui Hervé.
Contemporanii și cronicile vremii, vorbind despre Hervé, au ales întotdeauna cele mai caracteristice imagini: jovial, spiritual, sincer, efervescent, subtil, burlesc, antrenant, exuberant, sarcastic, extravagant.
Pentru o mai clară înțelegere, creația lui Hervé trebuie împărtită în 3 mari perioade:
a) Perioada “Folies-Concertantes”, în care pot fi cuprinse toate lucrările lirice executate în teatrul său și apoi în “Folies-Nouvelles” din Faubourg, de la „Don Quijote et Sancho Panza” (1848) până la „Le Joueur de Flute” (1864).
b) Perioada “Trilogiei”, la “Folies Dramatiques”, în care a realizat marile operete: „L’Oeil crevé” (1867), „Chiperic” (1868) și „Petit Faust” (1869), perioadă de maturitate, în care Hervé a demonstat o imaginatie muzicală adecvată acestui gen nou, opereta.
c) Perioada celor “cinci operete” de la “Variétes”: „La Femme a Papa” (1879), „La Roussotte” (1881), „Lili” (1882), „Mam’zelle Nitouche” (1883) și „La Cosaque” (1884), care reprezintă “a treia manieră” a lui Hervé, când el, ca și Offenbach, caută să perfectioneze genul operetei.
Melodist de mare inspiratie, cunoscător al mestesugului componistic, Hervé a lăsat posterității pagini de mare valoare artistică.
Solidele cunostințe tehnice muzicale, căpătate în anii de studiu, l-au ajutat să realizeze pagini durabile, pagini de operetă veritabilă “care să facă publicul să râdă”.
La 3 noiembrie 1892, jovialul Florimond Ronger, zis Hervé, moare, fără a fi cunoscut în viată răgazul, odihna. A compus până în clipa morții.